# مومنهایم
مومنهایم (به لاتین: Mommenheim) یک سکونتگاه مسکونی در آلمان است.